# ماعت‌کارع موتمحت
| nTr | dwA · t | ra | mAat | kA |

| nTr | dwA · t | ra | mAat | kA |

ماعت‌کارع موتمحت (انگلیسی: Maatkare Mutemhat) کاهنهٔ اعظم مصر باستان و همسر خدای آمون در دودمان بیست و یکم مصر بود.
او دختر کاهن اعظم آمون پیتجم یکم بود که از سال ۱۰۷۰ پیش از میلاد به بعد، عملاً حاکم دفاکتو مصر سفلا بود و سپس در سال ۱۰۵۴ پیش از میلاد خود را فرعون اعلام کرد. مادرش دوات‌حتحور-حنوت‌تاوی، دختر رامسس یازدهم آخرین حاکم دودمان بیستم مصر بود. ماعت‌کارع موتمحت عنوان «ستایشگر مقدس: همسر خدای آمون» را در زمان سلطنت پدرش دریافت کرد؛ او اولین «همسر خدا» بود که مقامی را که قبلاً از امتیازات فراعنه بود، به دست آورد. خواهر و برادرانش نیز مناصب مهمی را به دست آوردند: یکی از برادرانش فرعون شد، یکی از خواهرانش ملکه شد و سه برادر به ترتیب عنوان کاهن اعظم آمون را به دست آوردند. پس از او دختر برادرش، حنوت‌تاوی، کاهن اعظم منخپرع، به عنوان همسر خدا برگزیده شد. چندین تصویر از او شناسایی شده است: او به عنوان یک دختر جوان در معبد اقصر به همراه خواهرانش حنوت‌تاوی و موت‌نجمت به تصویر کشیده شده است، همچنین به عنوان کاهنه اعظم در نمای معبد خونسو در کرنک و همچنین به‌شکل مجسمه‌ای که اکنون در مارسی قرار دارد.
محل دفن اصلی او ناشناخته است؛ مومیایی او در مقبرهٔ دی‌بی ۳۲۰ به همراه تابوت‌ها، اوشابتی و دیگر مومیایی‌های خانواده نزدیکش پیدا شد. یک مومیایی کوچک که در ابتدا تصور می‌شد فرزند اوست، بعداً مشخص شد که متعلق به یک میمون خانگی است. (اصولا مرسوم بود که همسران خدا مجرد بمانند).